# یواس‌اس فورستر (دی‌ئی-۳۳۴)
یواس‌اس فورستر (دی‌ئی-۳۳۴) (به انگلیسی: USS Forster (DE-334)) یک کشتی است که طول آن ۳۰۶ فوت (۹۳ متر) می‌باشد. این کشتی در سال ۱۹۴۳ ساخته شد.